# Kapelle Busow

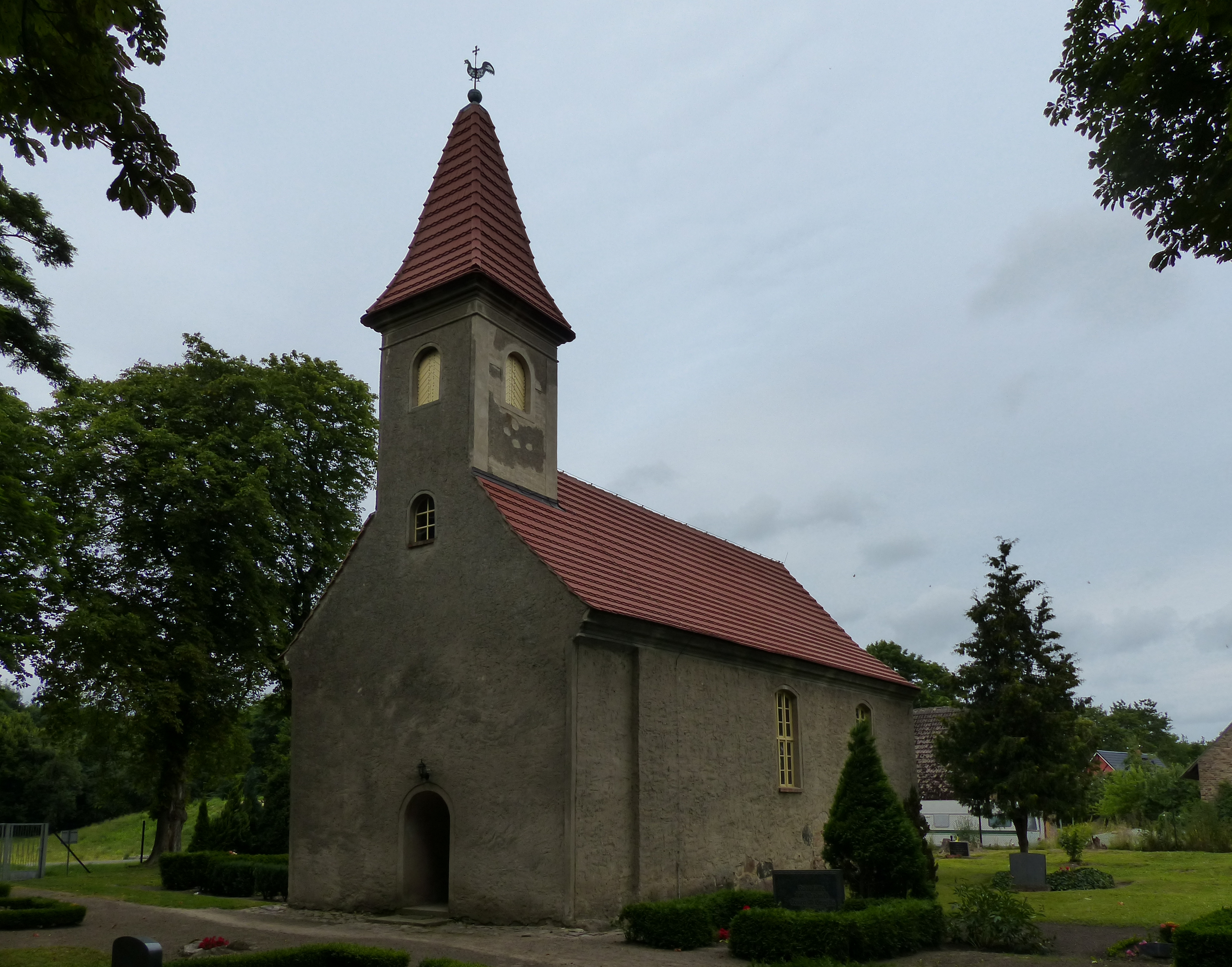
Kapelle in Busow

Die evangelische Kapelle Busow ist ein aus dem 15. Jahrhundert stammendes Kirchengebäude im Ortsteil Busow der Gemeinde Ducherow in Vorpommern. Die evangelische Kirchgemeinde gehört seit 2012 zur Propstei Pasewalk im Pommerschen Evangelischen Kirchenkreis der Evangelisch-Lutherischen Kirche in Norddeutschland. Vorher gehörte sie zum Kirchenkreis Greifswald der Pommerschen Evangelischen Kirche.

## Lage
Durch den Ort verläuft in West-Ost-Richtung die Straße Busow als einzige Verbindungsstraße zu den Nachbargemeinden. Etwa in der Mitte des Ortes liegt ein kleiner Teich, um den die Straße nach Norden hin abzweigt, um anschließend in östlicher Richtung aus dem Ort zu führen. Östlich dieses Teichs steht der Sakralbau, der mit einer Mauer aus ungeschichteten Feldsteinen eingefriedet ist. Nördlich von Teich und Kapelle befand sich bis zu seinem Abbruch 1996 der Busower Gutshof.

## Geschichte

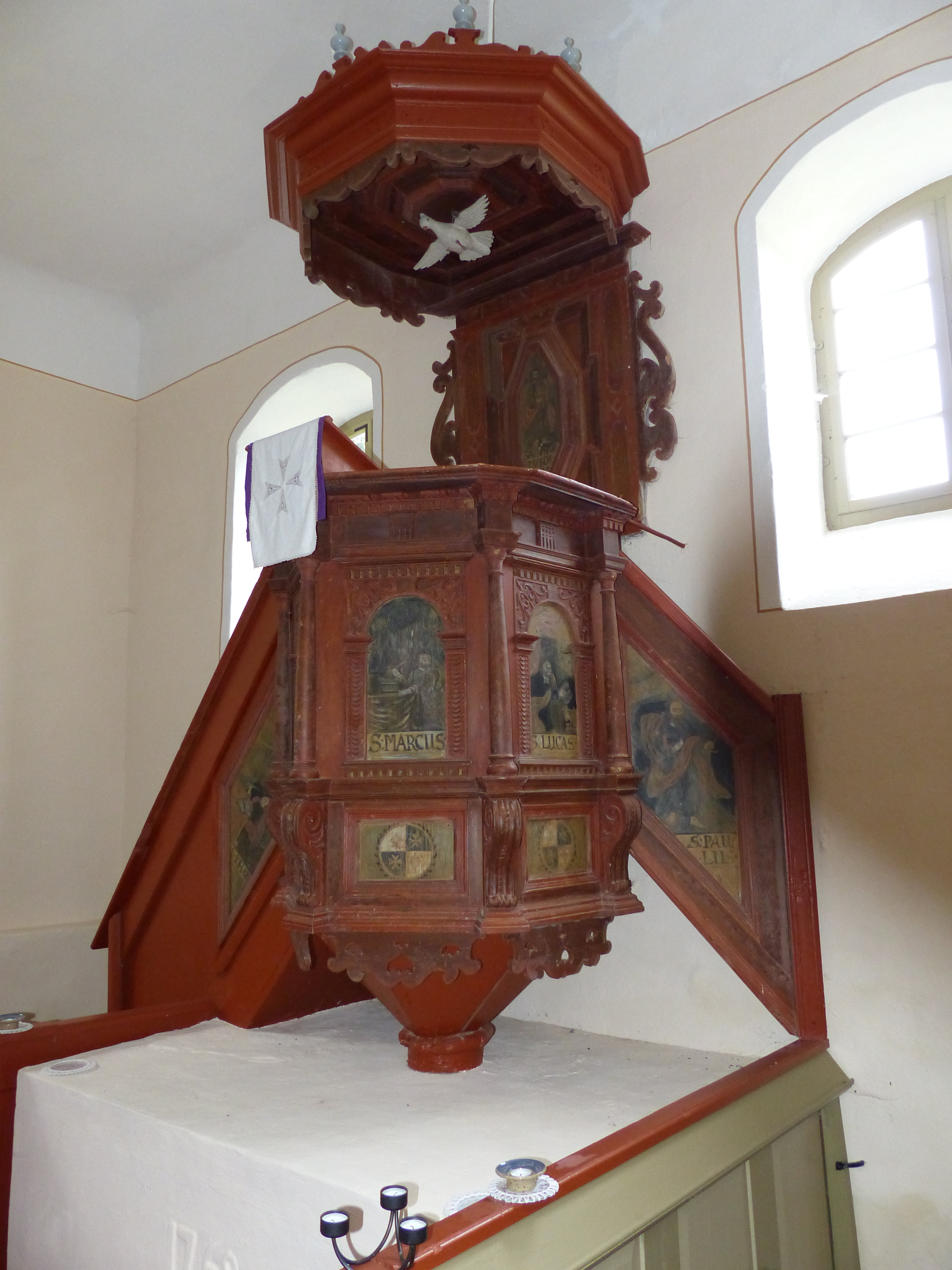
Kanzel

Die ziegelgedeckte Kapelle wurde im 15. Jahrhundert aus Feldstein als Patronatskirche errichtet und im 18. Jahrhundert erneuert. Das Ziegeldach wurde 1985 erneuert. Aufgrund akuter Einsturzgefahr durch verrottete Deckenbalken wurde die Kapelle zu Beginn des Jahres 2006 gesperrt und Anfang 2007 mit dem Material der Notaussteifung, die zuvor an der Kirche Groß Bünzow zum Einsatz gekommen war, notdürftig abgestützt.

## Baubeschreibung
Der Chor ist gerade und nicht eingezogen. Er wurde aus ungleichmäßigen, nicht behauenen Feldsteinen errichtet, deren Strukturen deutlich hervortreten. Mittig sind zwei kleine und hochgestellte, segmentbogenförmige Fenster angeordnet. Im verputzten Giebel befindet sich ebenfalls mittig ein deutlich kleineres, weiteres Fenster.
Die beiden Seiten des Kirchenschiffs sind symmetrisch gegliedert und verputzt. Dort sind zwei hohe, ebenfalls segmentbogenförmige Fenster an jeder Seite. An der Südseite ist im Jahr 2017 ein Teil dieses Putzes abgefallen. Er gibt den Blick frei auf eine mit rötlichem Mauerstein zugesetzte Priesterpforte.
Die Kapelle kann an der Westseite durch ein rundbogenförmiges, vertieftes Portal betreten werden. Dessen Form wird durch eine schlichte Fasche nochmals betont. Die hölzerne Tür ist in einem auffälligen schwarz-gelben Rautenmuster gearbeitet. Die Raute ist die Wappenfigur der Familie von Schwerin. Am Giebel befindet sich am Übergang zum Turmgeschoss ein kleines Fenster. Der quadratische Dachturm am Westgiebel hat an jeder Seite eine bogenförmige Schallluke. In ihm befindet sich eine kleine mittelalterliche Glocke aus Bronze. Der Turm schließt mit einem spitzen, vierseitigem Helm mit Turmkugel und Wetterhahn ab.

## Ausstattung

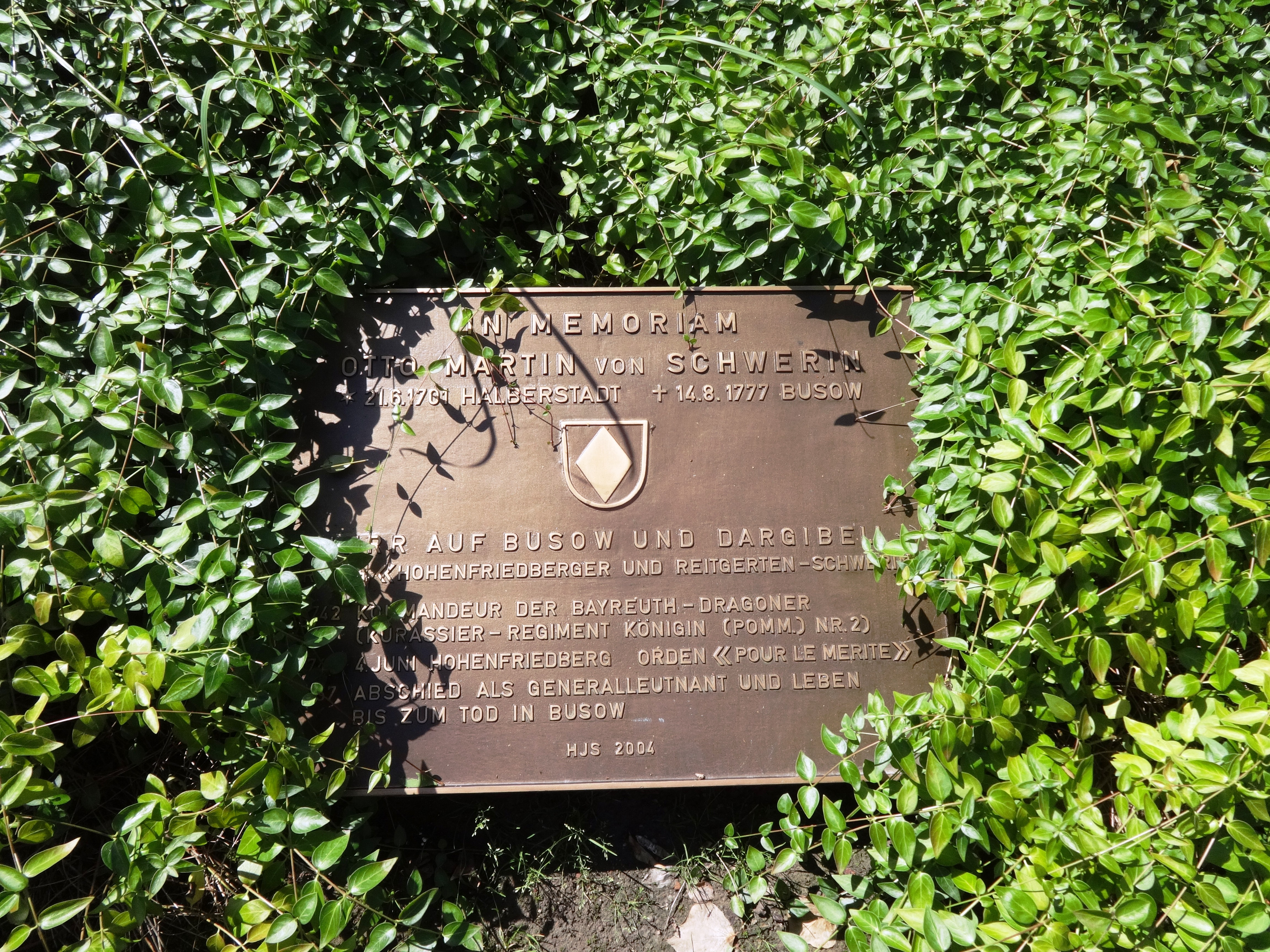
Grab an der Kapelle Busow

Die Kanzel der Kirche stammt aus der zweiten Hälfte des 17. Jahrhunderts. Sie ist in einem dunklen Braunton gehalten und zeigt am Korb die Gemälde der vier Evangelisten. Im 19. Jahrhundert setzte die Kirchengemeinde ihn zu einem Kanzelaltar zusammen. Darüber ist ein Schalldeckel mit einer Friedenstaube. Die Empore ist schlicht gehalten; die Kassetten in farblich abgesetzten Olivtönen. Zur weiteren Kirchenausstattung gehören ein Ölbild, das Paulus von Tarsus zeigt, sowie Leuchter, die von einer Kirchengemeinde aus Lüdenscheid im Jahr 1993 als Spende nach Busow kamen.
Nordwestlich der Kirche befinden sich auf dem Friedhof eiserne Grabkreuze der Gutsherrenfamilie von Schwerin. Darunter befinden sich Gedenktafeln für den preußischen General der friderizianischen Epoche Otto Magnus (Martin) von Schwerin (1701–1777) sowie den letzten Busower Gutsherr Karl Josef Graf von Schwerin (1895–1941). 
Die Anlage entstand vormals auf Initiative von Hermann Heinrich Karl Kurt Graf von Schwerin (1807–1846) und seiner 1848 gestorbenen Schwester Mathilde.